# Torneo di Viareggio
Il Torneo di Viareggio, ufficialmente denominato Viareggio Cup World Football Tournament - Coppa Carnevale a partire dal 2009, è una competizione calcistica internazionale riservata a squadre giovanili, organizzata dal Centro Giovani Calciatori dell'omonima località toscana.
Milan e Juventus sono i club più titolati della manifestazione, con 9 affermazioni ciascuno, seguiti da Fiorentina e Inter a quota 8.

## Storia
Dopo la nascita del Centro Giovani Calciatori avvenuta il 20 novembre 1947, il presidente Torquato Bresciani elaborò l'idea di un torneo internazionale circoscritto a squadre giovanili: una prova generale si svolse già nel febbraio 1948 con la partecipazione dei bar cittadini. La prima edizione ufficiale ebbe quindi luogo nel 1949, con svolgimento dal lunedì successivo la prima domenica di Carnevale al lunedì seguente la terza domenica della stessa festa: il nome scelto fu proprio Coppa Carnevale, mentre il trofeo posto in palio riproduceva Burlamacco, maschera ufficiale della tradizione viareggina.
Nel corso degli anni successivi la manifestazione, riservata alle formazioni Primavera di alcune squadre italiane e straniere, assunse sempre di più una rilevanza internazionale: il Partizan fu il primo club straniero a vincere il torneo, nel 1951, mentre il Dukla Praga vinse sei edizioni tra il 1964 e il 1980. Agli inizi del nuovo millennio la manifestazione, che nel frattempo era arrivata a coinvolgere 48 partecipanti in una singola edizione, cambiò nome in Viareggio Cup World Football Tournament.
Tuttavia, il cambio di denominazione coincise con un progressivo declino del torneo, causato anche dalla nascita nel 2013 della UEFA Youth League, la competizione calcistica organizzata dalla UEFA che mette di fronte le formazioni Under-19 delle migliori squadre europee. Nel corso degli anni 2010 e 2020 le tre principali squadre titolate del torneo viareggino, Milan, Juventus e Inter, che fino ad allora erano state protagoniste abituali, rinunciarono a partecipare ad alcune edizioni. Nel 2019 il torneo vide la nascita di una versione rivolta alle squadre Primavera di alcuni club femminili italiani e stranieri. Nel 2020 e nel 2021 la manifestazione riservata ai club maschili non si disputò a causa della pandemia di COVID-19, mentre nel 2022 fu riservata alle formazioni Under-18. Dopo un breve ritorno delle formazioni Primavera nel 2023, dal 2024 il torneo è riservato alle formazioni Under-18.

## Formula
L'apparato regolamentare ha conosciuto diverse variazioni a partire dal 1958, ma si possono individuare alcuni aspetti regolamentari caratteristici del torneo:
- Presenza di almeno 16 formazioni partecipanti.
- Gironi all'italiana con qualificazione delle prime due classificate ed eventuali ripescaggi (turni preliminari con gare di andata e ritorno fino al 1974).
- Fase a eliminazione diretta articolata su incontri unici, con eventuali supplementari e rigori.
- Sedi di gioco localizzate nell'intera Toscana e in regioni confinanti.
- Limite anagrafico fissato a 19 o 21 anni.[3]

## Albo d'oro
- 9   Milan (1949, 1952, 1953, 1957, 1959, 1960, 1999, 2001, 2014)
- 9   Juventus (1961, 1994, 2003, 2004, 2005, 2009, 2010, 2012, 2016)
- 8   Fiorentina (1966, 1973, 1974, 1978, 1979, 1982, 1988, 1992)
- 8   Inter (1962, 1971, 1986, 2002, 2008, 2011, 2015, 2018)
- 6   Dukla Praga (1964, 1968, 1970, 1972, 1976, 1980)
- 6   Torino (1984, 1985, 1987, 1989, 1995, 1998)
- 4   Sampdoria (1950, 1958, 1963, 1977)
- 3   Roma (1981, 1983, 1991)
- 3   Sassuolo (2017, 2022, 2023)
- 3   Genoa (1965, 2007, 2025)
- 2   Vicenza (1954, 1955)
- 2   Atalanta (1969, 1993)
- 2   Bologna (1967, 2019)
- 1   Partizan (1951)
- 1   Sparta Praga (1956)
- 1   Napoli (1975)
- 1   Cesena (1990)
- 1   Brescia (1996)
- 1   Bari (1997)
- 1   Empoli (2000)
- 1   Juventud (2006)
- 1   Anderlecht (2013)
- 1   Beyond Limits (2024)

## Record e statistiche
- Squadre con più titoli: Milan e Juventus (9)
- Maggior numero di titoli consecutivi: Juventus (3: 2003, 2004 e 2005)
- Maggior numero di finali disputate: Fiorentina (18)
- Maggior numero di finali consecutive: Juventus (4: 2003, 2004, 2005 e 2006)
- Giocatori con il maggior numero di gol complessivi: Andrea Mazia (15)[10]
- Giocatore con il maggior numero di gol in una singola edizione: Andrea Mazia (12)
- Squadre con il maggior numero di vincitori del "Golden Boy": Juventus, Inter e Genoa (2)
- Maggior numero di partite consecutive senza sconfitte: Juventus (27)

### PremioGolden Boy
Il premio Golden Boy viene assegnato dal 2009 al miglior giocatore del torneo eletto a maggioranza da una giuria composta da inviati di Tuttosport, Gazzetta dello Sport, Corriere dello Sport, redattori di Il Tirreno e La Nazione, un inviato della RAI e il Responsabile dell'Area comunicazione e stampa del CGC Viareggio.
Albo d'oro
- 2009:  Guido Marilungo ( Sampdoria)
- 2010:  Ciro Immobile ( Juventus)
- 2011:  Simone Dell'Agnello ( Inter)
- 2012:  Leonardo Spinazzola ( Juventus)
- 2013:  Bryan Cristante ( Milan)
- 2014:  Alberto Cerri ( Parma)
- 2015:  Federico Bonazzoli ( Inter)
- 2016:  Antonino La Gumina ( Palermo)[12]
- 2017:  Carlo Manicone ( Empoli)
- 2018:  Gabriele Gori ( Fiorentina)
- 2019:  Flavio Bianchi ( Genoa)
- 2022:  Ayomide Ogungbe ( Alex Transfiguration)
- 2023:  Alexandru Capac ( Torino)
- 2024:  Digne Kaelas Pounga ( Centre National Brazzaville)
- 2025:  Lorenzo Colonnese ( Genoa)

## Loghi
Il simbolo della Viareggio Cup si compone di tre elementi visivi. Nel simbolo grafico possiamo distinguere l'elemento superiore che rappresenta una V tagliata, lettera che contraddistingue l'iniziale della città di Viareggio. Le cinque mezze lune vogliono rappresentare i coriandoli presenti nella città di Viareggio in occasione del Carnevale che si svolge in concomitanza con il torneo di calcio. Le mezze lune rappresentano i cerchi olimpici, ovvero i 5 continenti, in modo da sottolineare l'internazionalità del torneo calcistico. L'elemento centrale del simbolo grafico rappresenta invece un pallone da calcio stilizzato. Sotto il simbolo grafico, la dicitura Viareggio Cup World Football Tournament e la scritta Coppa Carnevale, che rappresenta la storia del torneo calcistico.

Logo usato fino al 2009
Logo usato dal 2009 ad oggi

## Viareggio Women's Cup
Dal 2019 si svolge anche la Viareggio Women's Cup, torneo riservato a rappresentative Primavera di club femminili.

### Albo d'oro
- 3   Juventus (2019, 2020, 2025)
- 2   Milan (2023, 2024)
- 1   Brøndby (2022)